# رئيس وزراء تنزانيا
رئيس وزراء تنزانيا هو رئيس الشؤون الحكومية في جمعية تنزانيا الوطنية في تنزانيا. ويتبع هذا المنصب رئيس تنزانيا، وهو رئيس الحكومة الفعلي.
يُحدد دستور تنزانيا مهام وصلاحيات رئيس الوزراء على النحو التالي:

المادة 52
1. لرئيس الوزراء سلطة الرقابة على المهام والشؤون اليومية لحكومة الجمهورية المتحدة والإشراف عليها وتنفيذها.
2. رئيس الوزراء هو رئيس الشؤون الحكومية في الجمعية الوطنية.
3. في إطار ممارسة سلطته، يُدير رئيس الوزراء أو يُكلف بتنفيذ أي مسألة أو مسائل يُوجه الرئيس بإجرائها.

عُيّن رئيس الوزراء الحالي، قاسم مجاليوا، من قِبل الرئيس جون بومبيه ماغوفولي. تولى منصبه في 20 نوفمبر 2015

## نائب رئيس الوزراء
منصب نائب رئيس الوزراء في تنزانيا ليس منصبًا مُعترفًا به دستوريًا، ومع ذلك، فبموجب المادة 36 (1) "يتمتع الرئيس بسلطة إنشاء وإلغاء أي منصب في خدمة حكومة الجمهورية المتحدة". وقد أدى هذا التفويض إلى استحداث منصب نائب رئيس الوزراء عدة مرات عبر التاريخ. وعادةً ما كان يُمنح هذا المنصب لأسباب سياسية لأعضاء استثنائيين في مجلس الوزراء.

## أنظر أيضا
- سياسة تنزانيا
- قائمة حكام تنجانيقا
- رئيس تنزانيا
  - قائمة رؤساء دولة تنزانيا
- نائب رئيس تنزانيا
- قائمة رؤساء وزراء تنزانيا
- قائمة سلاطين زنجبار
- رئيس زنجبار
- نائب رئيس زنجبار
- قائمة رؤساء حكومة زنجبار